# Bramsche
Bramsche  (de a  lang uitspreken als in Adel) is een stad in Duitsland, deelstaat Nedersaksen, in de Landkreis Osnabrück. De stad ligt bij de kruising van de rivier de Hase en het Mittellandkanaal. Bramsche telt 31.225 inwoners en is een selbständige Gemeinde.
Het stadswapen van Bramsche, dat in 1818 officieel werd, vertoont een roos. Deze zou, volgens de meest gebruikte van de verklaringen, ontleend zijn aan het uit 1725 daterende keurstempel, dat door het invloedrijke lakengilde van Bramsche werd gebruikt, om goedgekeurde stoffen mee te stempelen. Waar het lakengilde de roos als symbool vandaan heeft, is onbekend.

## Plaatsen(Ortsteile)in de gemeente Bramsche

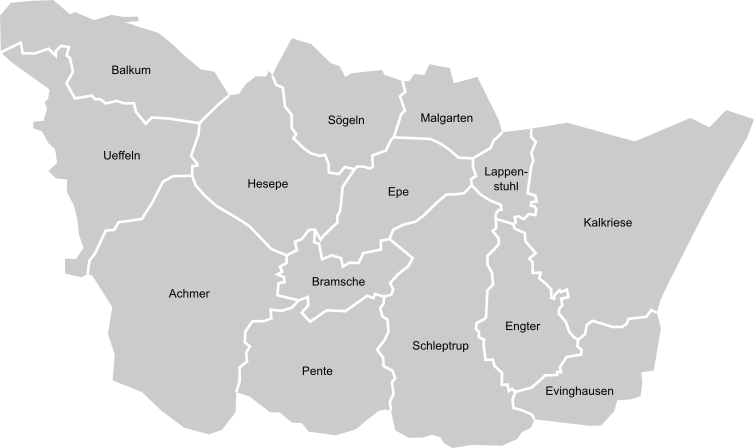
Situering van de Ortsteile van Bramsche

- Achmer, inclusief de gehuchten Laberge, Wackum, Tömmern, Hemke, Grünegras en Westerhausen; vermoedelijk tussen de 2.000 en 3.000 inwoners.
- Balkum, inclusief het gehucht Bottum, een dun bevolkt gebied met slechts enkele honderden inwoners
- Bramsche (-Mitte) is het stadje, waar het gemeentebestuur zetelt. Geschat wordt, dat in Bramsche zelf 14.000 à 16.000 mensen wonen.
- Engter
- Epe, een forensendorpje met in 1989 ruim 1.400 inwoners, incl. het plaatsje Malgarten; dit aantal is sindsdien door de bouw van een nieuwe woonwijk  fors gestegen.
- Evinghausen, inclusief het gehucht Uptrup, een dun bevolkt gebied met slechts enkele honderden inwoners
- Hesepe, een vrij groot dorp aan de spoorlijn Bremen-Osnabrück, en de Bundesstraßen B218 en B68.
- Kalkriese
- Lappenstuhl, een in 1952 speciaal voor Heimatvertriebene nieuw gebouwd dorp
- Malgarten
- Pente, een door stadsuitbreidingen van Bramsche zelf min of meer opgeslokt voormalig boerendorp
- Schleptrup, met na ca. 1950  en 1990 speciaal voor Heimatvertriebene en Russlanddeutsche[2] nieuw gebouwde wijken
- Sögeln, gelegen aan de Hase, in de vroege 14e eeuw ontstaan rondom het landgoed van die naam
- Ueffeln, ca. 1.200 inwoners, heeft een aan de Straße der Megalithkultur gelegen hunebed.

De website van de gemeente vermeldt een inwonertal van  31.172 per 31 december 2019. De bevolkingscijfers worden niet per Ortsteil uitgesplitst. Nauwkeurige, recente gegevens, uitgesplitst per Ortsteil zijn ook uit andere bronnen niet beschikbaar.

## Ligging, verkeer, vervoer
Bramsche ligt in een kleine vlakte  aan de rivier de Hase; deze loopt dwars door het centrum van het stadje. Ten zuiden van Bramsche ligt het Teutoburger Woud. Ten noordwesten ervan ligt de heuvelrug Ankumer Höhe, die tot hetzelfde Natur- und Geopark TERRA.vita als het Teutoburger Woud behoort. Een uitloper van deze heuvelrug met de naam Gehn ligt binnen de gemeentegrenzen.

### Autoverkeer
Direct ten zuidoosten van Bramsche is afrit 70 van de Autobahn A1 Osnabrück- Bremen.
Ook de Bundesstraße B68 verbindt Bramsche met het centrum van Osnabrück (16 km zuidwaarts), maar ook met Bersenbrück, Quakenbrück, en Cloppenburg; afstand respectievelijk 18, 34 en 56 km noordwaarts.
Van Ortsteil Hesepe loopt de B 218 noordwestwaarts naar  Fürstenau, 28 km, en dan nog 26 km verder westwaarts naar Lingen (Ems).

### Treinverkeer
| Lijn | Van/naar                                                                      | Frequentie (min) | Vervoerder   | Opmerking                            |
| ---- | ----------------------------------------------------------------------------- | ---------------- | ------------ | ------------------------------------ |
| RE18 | Osnabrück Hbf – Bramsche – Cloppenburg – Oldenburg (Oldb) Hbf – Wilhelmshaven | 60               | NordWestBahn | Ma.-vr.: Rijdt vaker in de spitsuren |
| RB58 | Osnabrück Hbf – Bramsche – Vechta – Delmenhorst – Bremen Hbf                  | 60               | NordWestBahn |                                      |

De treinen rijden tussen Osnabrück en station Bramsche zodanig, dat ieder half uur tussen deze steden heen en weer gereisd kan worden.
In de gemeente Bramsche zijn er verder de treinhaltes Achmer en Hesepe, beide in de gelijknamige Ortsteile. Ze worden 1× per uur door de RE 58 aangedaan. De RE 18 stopt er op maandag t/m vrijdag ook 1× per uur, maar alleen in de ochtend- en avondspits. Soms moeten doorgaande treinreizigers van of naar Osnabrück in Hesepe overstappen.

### Scheepvaart
De gemeente heeft (ten zuidwesten van Bramsche zelf) een binnenhaven aan het Mittellandkanaal. Hier begint ook het 14,5 km lange  Stichkanal Osnabrück, dat de binnenhaven van die stad met het Mittellandkanaal verbindt. Dit kanaal loopt evenwijdig aan het riviertje de Hase, dat alleen voor de pleziervaart en de kanosport van belang is.

### Vliegverkeer
In de gemeente, op de grens met Westerkappeln, bevindt zich Flugplatz Achmer (ICAO-code	EDXA). Het is een klein vliegveld voor sport-, hobby- en kleine zakenvliegtuigjes. Het is het laatste restant van de Fliegerhorst van de Luftwaffe uit 1935. Flugplatz Achmer heeft één graspiste die 800 m lang en 30 m breed is. In Greven op 35 km afstand ligt een internationale luchthaven, Flughafen Münster/Osnabrück.

## Economie
De gemeente heeft diverse bedrijventerreinen met in Bramsche zelf twee opvallende bedrijven: een middelgrote kabelfabriek van het Franse Nexans-concern en een grote, ook in Nederland bekende fabriek van behang (Rasch Tapete). Verder is er veel midden- en kleinbedrijf.
In Ortsteil Pente staat een steenfabriek, die, ook voor de export, straatklinkers produceert.
In Ortsteil Hesepe is in een voormalige kazerne een asielzoekerscentrum gevestigd.
Vanwege de culturele bezienswaardigheden, zie onder, is er ook enig toerisme.

## Geschiedenis
Blijkens de aanwezigheid van een megalietgraf uit die periode, Großsteingrab Wiemelsberger Steine, werd het gebied van de huidige gemeente al in de Jonge Steentijd bewoond door dragers van de Trechterbekercultuur (3200-2500 v.C.)
De beroemde Slag bij het Teutoburger Woud, Duits: Varusschlacht, waarbij drie Romeinse legioenen onder aanvoering van Varus door de Germanen werden verslagen, vond bij de locatie van het huidige, tot de gemeente Bramsche behorende, dorp Kalkriese plaats.
De stad wordt voor het eerst in een oorkonde genoemd in 1097, maar is veel ouder. De eerste bebouwing stamt uit de tijd van Karel de Grote (768-814). In 1991 werden in Bramsche de resten van een straat uit 46 v.Chr. blootgelegd. Ook veel andere dorpen in de gemeente bestaan zeker al sinds de 12e eeuw.
Op 29 maart 1591 vond op een heideveld op de heuvelrug Gehn (grofweg de driehoek Ueffeln-Hesepe-Bramsche) een bloedig gevecht plaats. Ongeveer achthonderd boeren  gingen de confrontatie aan met Spaanse ruiters, gesteund door mannen uit het oude riddergeslacht Grothaus, dat in de streek veel invloed had. Die van Grothaus waren daarvoor steeds betrokken geweest bij plunderingen door rondtrekkende Spanjaarden. Ongeveer driehonderd van de op wraak beluste boeren vonden in dit bloedbad de dood; zij hadden tegen de veel beter geoefende en bewapende Spanjaarden geen schijn van kans. Bij het dorp Balkum herinnert een gedenksteen hieraan.  Deze confrontatie, en vele andere uit de laatste decennia van de 16e eeuw in het noordwesten van Duitsland, waarbij Spaanse soldaten katholieke belangen verdedigden of eenvoudig op plundertocht waren, worden door Duitse historici als uitwaaieringen van de Tachtigjarige Oorlog (1568-1648) beschouwd.
Bramsche heeft vanaf de 16e eeuw tot 1972 een niet onbelangrijke textielnijverheid gekend. Het plaatselijke textielmuseum biedt hierover veel nadere informatie. Bramsche was tot 1929 een Marktflecken, een plaats met beperkte privilegies, waaronder marktrecht. In 1929 werd het door de regering officieel tot stad uitgeroepen.
In 1876 kreeg Bramsche aansluiting op het spoorwegnet, wat de industriële ontwikkeling een sterke impuls gaf.
In 1935 werd 4 km ten zuidwesten van het stadje Bramsche, bij Achmer,  een Fliegerhorst met drie in een driehoekpatroon liggende start- en landingsbanen aangelegd, en in de omgeving werden vele Flaks (Luchtafweergeschutbatterijen) gestationeerd. Dit was voor de geallieerden aanleiding om in 1944 en 1945 vele bombardementen op deze vliegbasis uit te voeren. Na de Tweede Wereldoorlog is de vliegbasis Achmer nog enige tijd door de geallieerden, waaonder Nederlandse vliegers van het 320 Dutch Squadron RAF, en later de British Army of the Rhine gebruikt. Omstreeks 1960 werd de basis verlaten; wat resteerde, was het nu nog bestaande kleine vliegveld voor sportvliegtuigjes e.d.
In de Tweede Wereldoorlog hebben dwangarbeiders vanuit barakken in Bramsche ( o.a. in het al bestaande complex aan de Lütterdamm bij Bramsche, dat uit een door de Organisation Todt beheerd kamp bestond, waar al Russische en Poolse  gevangenen zaten, en een kamp ter huisvesting van daklozen uit Osnabrück) en omgeving aan o.a. reparatie van gebombardeerde spoorwegen bij Osnabrück moeten werken. Hierbij waren ook ten minste duizend Nederlanders, voornamelijk mensen die bij een razzia in Hilversum op 23 oktober 1944 waren opgepakt.
In 1972 werden de meeste om Bramsche heen liggende dorpen, tot dan toe zelfstandige gemeenten, bij de stad gevoegd; zo ontstond de huidige gemeente Bramsche.

### Nederlandse militaire aanwezigheid
Van begin van de jaren '60 tot het eind van de jaren '80 waren in Hesepe Nederlandse soldaten gelegerd. Van 1964 tot 1975 betrof dat de Groep Techniek en Materieel Geleide Wapens van de Koninklijke Luchtmacht. Tussen 1975 en 1988 was het de basis van de 12e Groep Geleide Wapens. Nadat deze militaire basis werd opgeheven werd het terrein gebruikt als doorgangskamp voor zogenaamde Spätaussiedler, etnische Duitsers die uit Oost-Europa naar Duitsland emigreerden. Tegenwoordig is er een competentiecentrum voor vrijwillige emigratie gevestigd, waar asielzoekers zich voorbereiden op hun terugkeer.

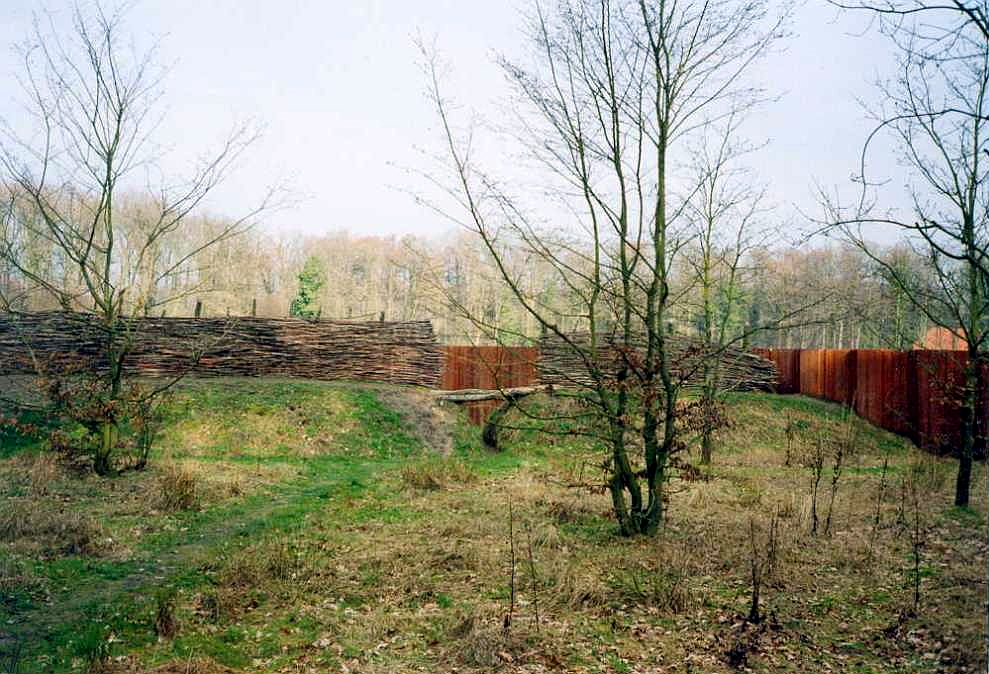
Gereconstrueerde wallen uit de tijd van de Varusschlacht bij Kalkriese
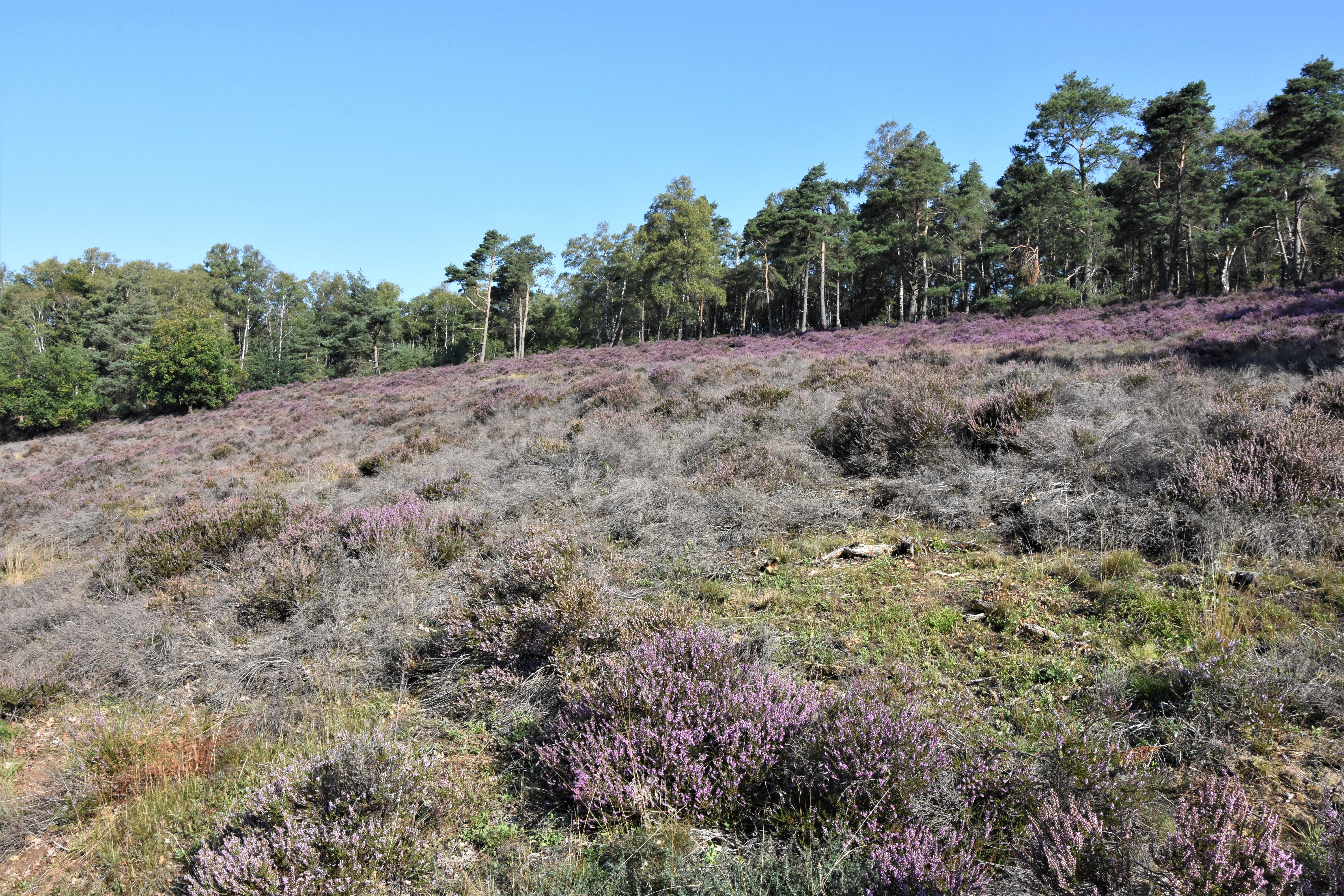
Heideveld op de heuvelrug  Gehn (waarschijnlijk niet de locatie van de slag uit 1591)
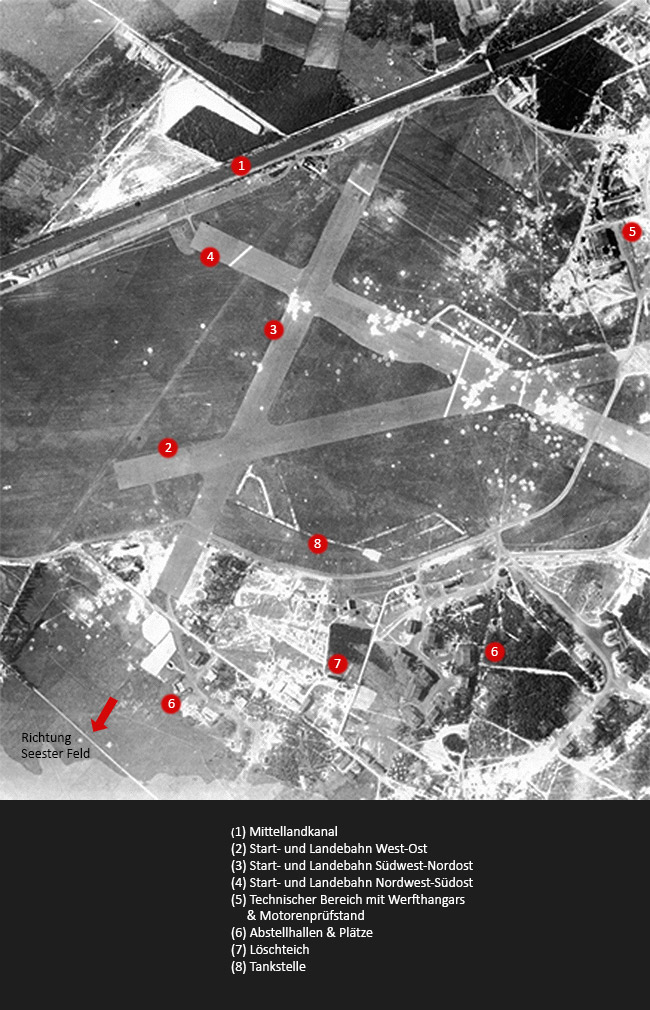
Oude foto van militair vliegveld Achmer

## Bezienswaardigheden
- Bramsche heeft een middeleeuws centrum met enige vakwerkhuizen. Midden in het centrum is een recreatieplas, de Hasesee.
- De evangelisch-lutherse St. Martinuskerk dateert uit de 13e eeuw, maar werd in de 15e eeuw en in 1696 vergroot. Binnen staat een stenen doopvont uit 1235; het altaarkruis is 15e-eeuws. Het altaarretabel is barok. Deze monumentale kerk kan alleen van binnen worden bekeken, door de zondagse kerkdienst te bezoeken.
- Het Museum Kalkriese over o.a. de Slag bij het Teutoburger Woud (Varusschlacht).
- Het textielmuseum (Tuchmacher-Museum) in Bramsche zelf bestaat uit een 18e-eeuwse watermolen en een voormalig 19e-eeuws fabriekspand. De collectie bestaat uit o.a machines voor de textielproductie uit de periode van ca. 1880-1930, een expositie over de geschiedenis van het plaatselijke wolweversgilde (dat vanaf de 16e eeuw nog tot 1972 bestaan heeft),  en textielkunst.
- In Kalkriese bevindt zich een kasteel uit de 13e eeuw (Schloss Alt-Barenaue, bewoond, niet te bezichtigen)
- In Malgarten staat een uit 1170 daterend benedictijnerklooster. De bijbehorende kerk is vroeg 13e-eeuws. De kloostergebouwen zijn in de 18e eeuw en de kerk al in de 17e eeuw grondig verbouwd en gerenoveerd. Het gebouwencomplex is zeer schilderachtig. Een gedeelte van het gebouw is als expositieruimte, een ander gedeelte als restaurant geopend.
- In de gemeente ligt Großsteingrab Wiemelsberger Steine, onderdeel van de Straße der Megalithkultur.
- De omgeving van Landgoed Sögeln: het landhuis zelf[5] dateert uit de periode 1793-1803, wordt bewoond door een adellijke familie en kan niet bezichtigd worden. Er leidt een fraaie lindenlaan naartoe.
- De gemeente ligt aan de rand van het Teutoburger Woud. De (grotendeels beboste) heuvelrug Gehn ligt in de westhoek van de gemeente. Hier kan men aardige boswandelingen en fietstochten  maken.

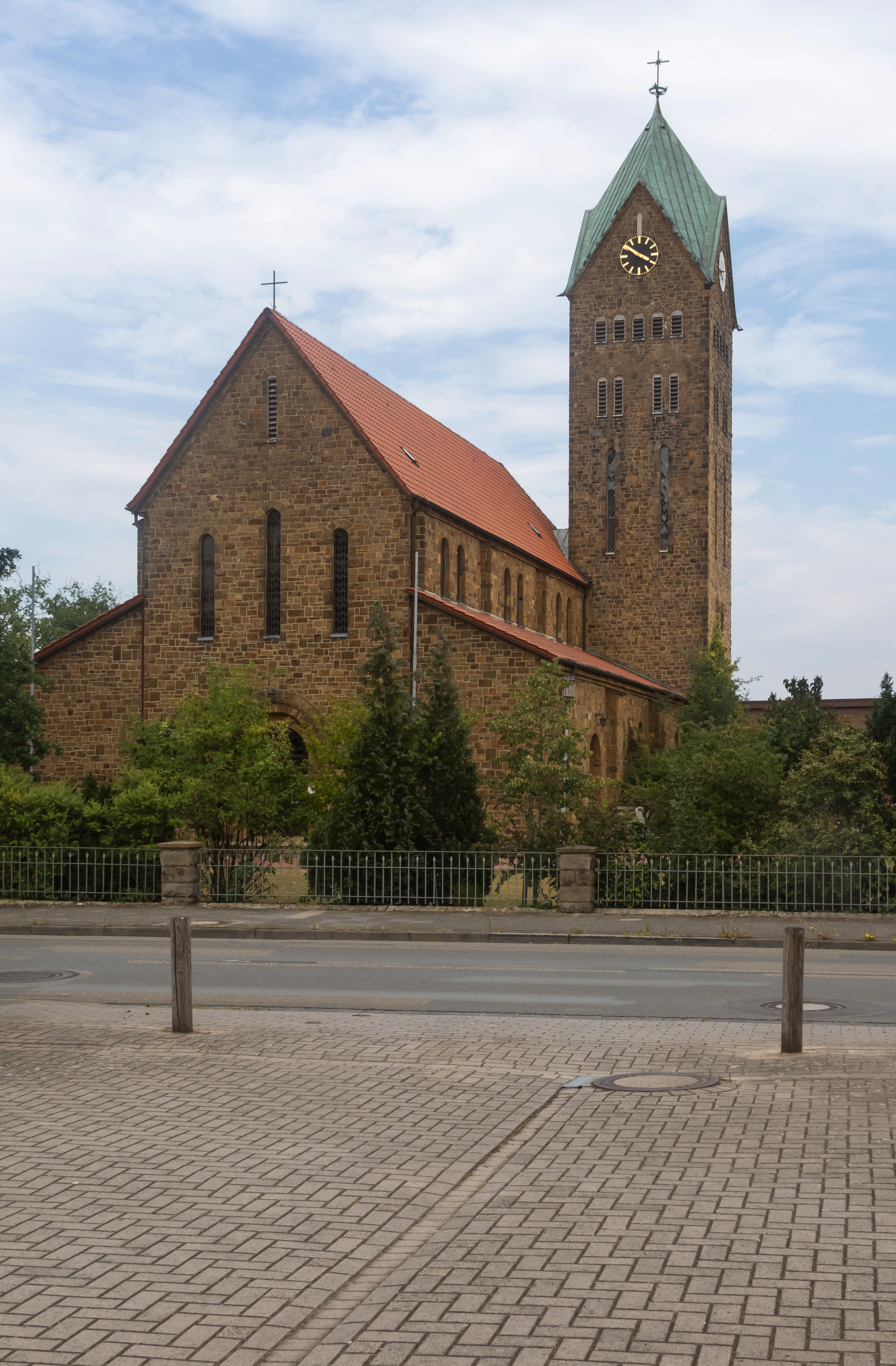
Sint-Martinuskerk in het centrum van Bramsche
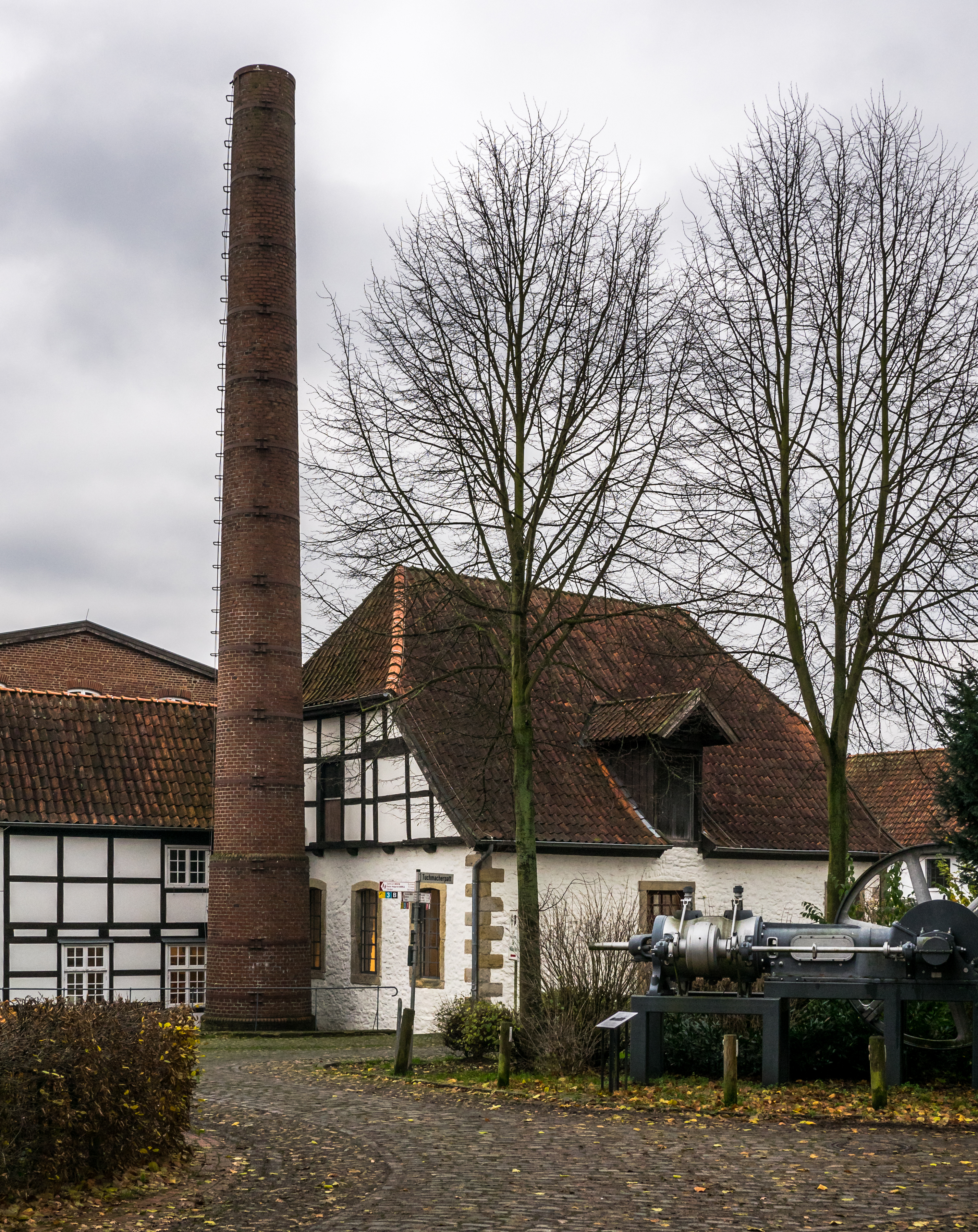
Tuchmacher Museum Bramsche (textielmuseum)
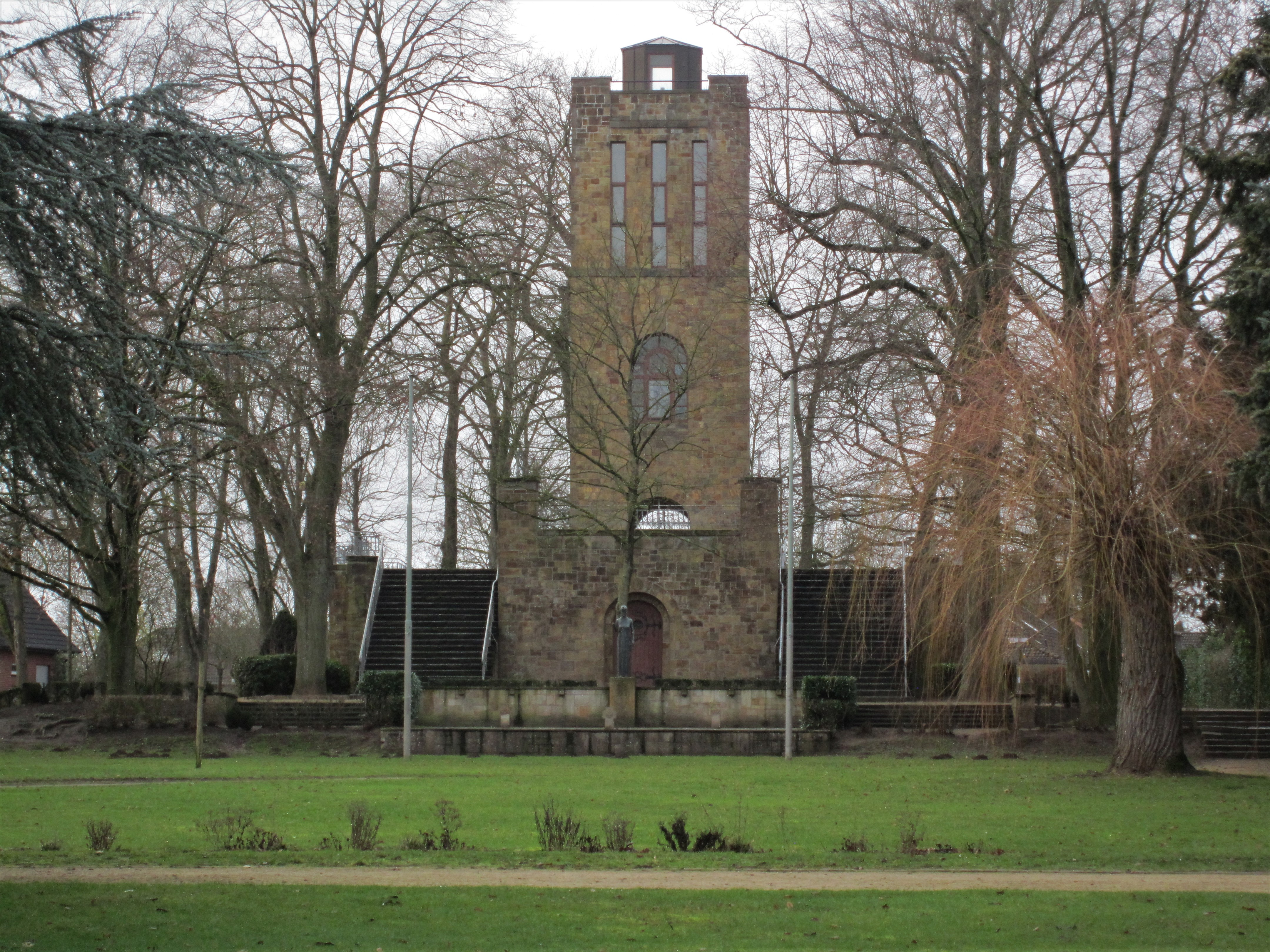
Oorlogsmonument op de 83 m hoge Bramscher Berg; er staat ook een uitzichttoren
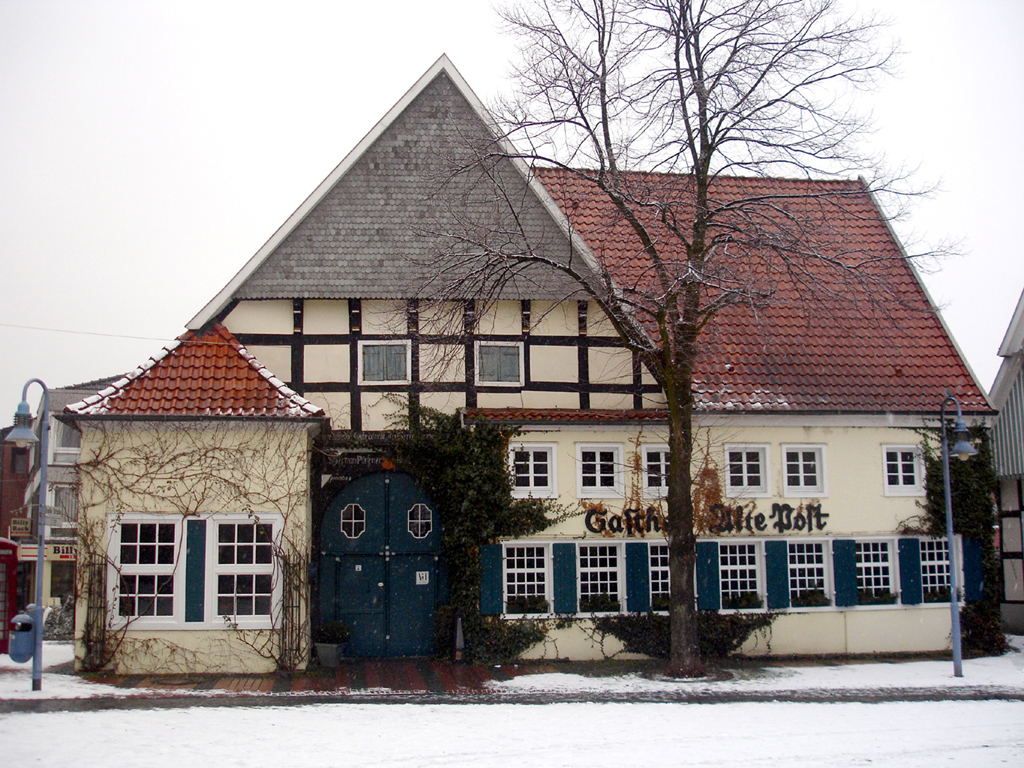
Restaurant „Alte Post“ aan de Markt te Bramsche; in 1688 gebouwd, vermoedelijk als halte voor de postkoetsdienst Osnabrück- Lingen- Amsterdam.
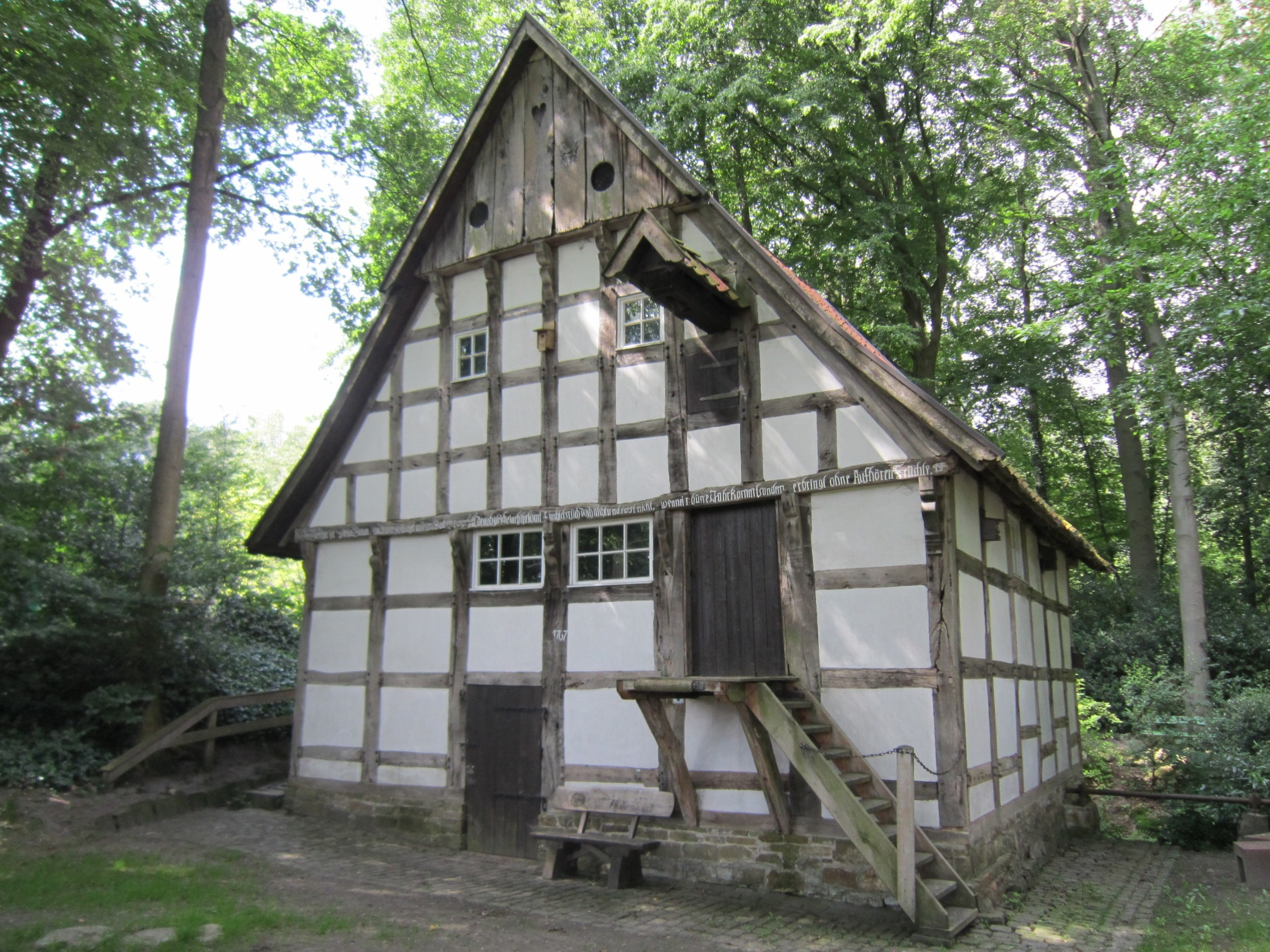
Watermolen Riesau, bouwjaar 1767 (voorzijde) in Ortsteil Balkum
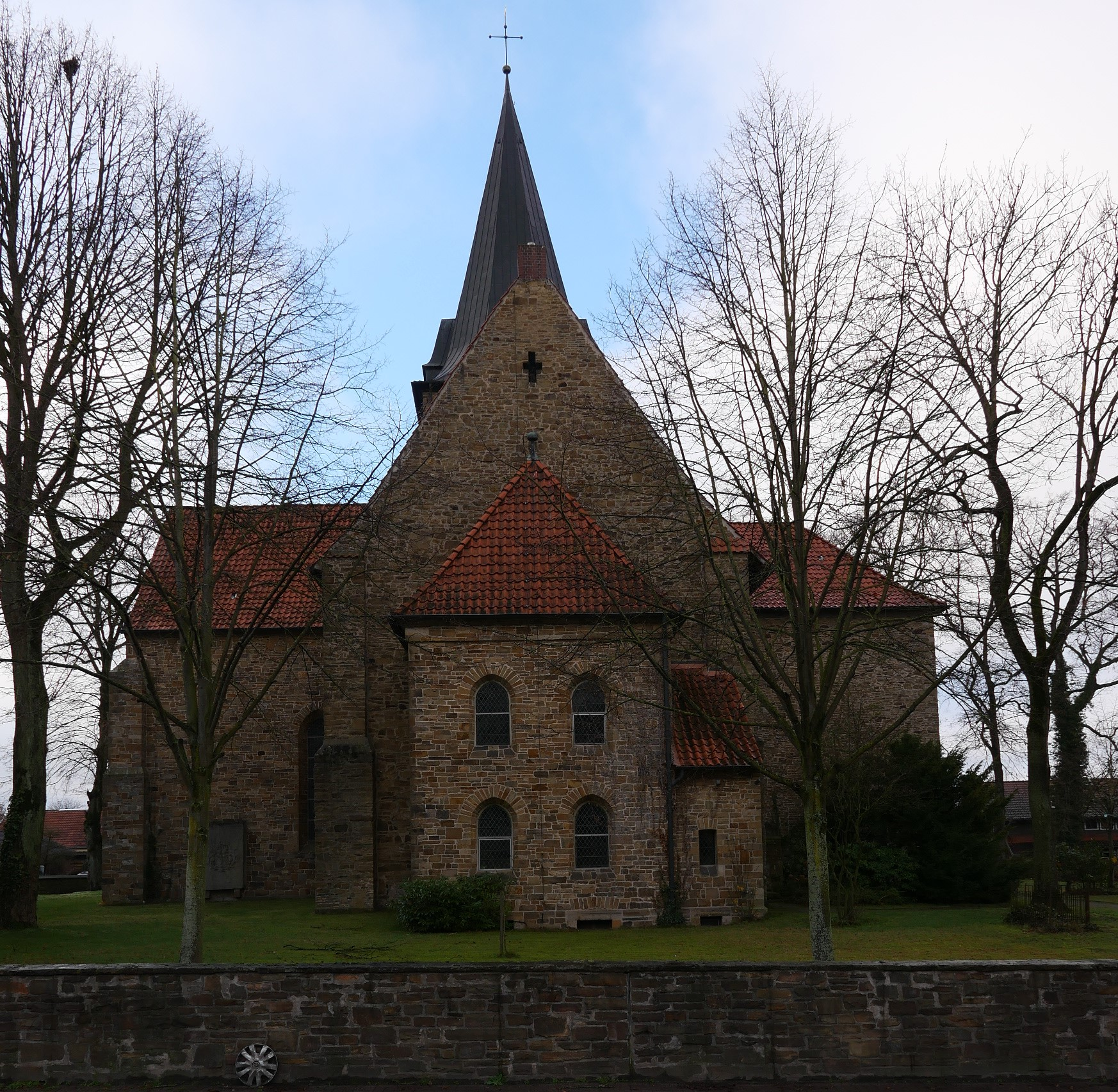
Evang.-lutherse Johanneskerk, Engter
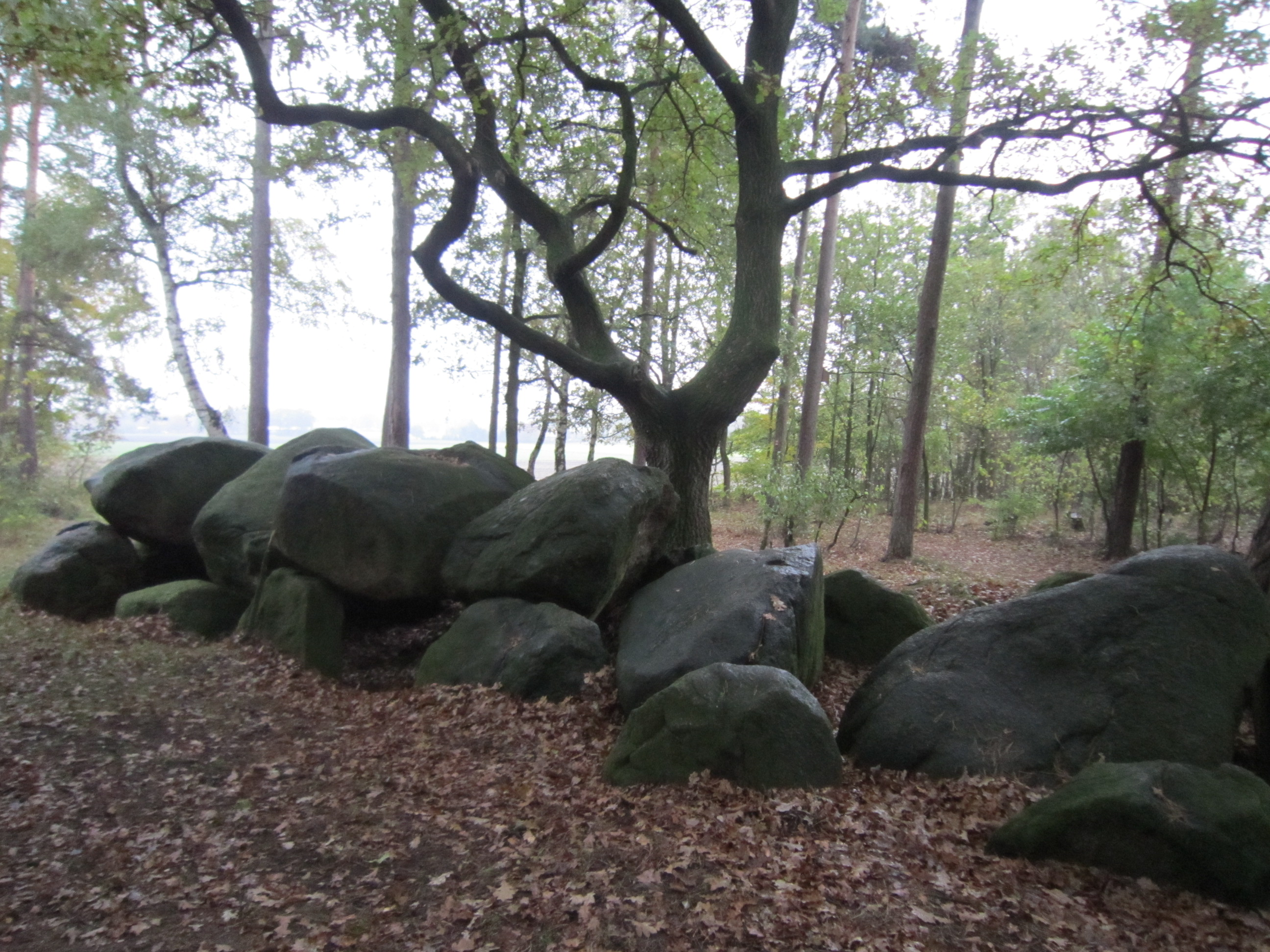
Großsteingrab Wiemelsberger Steine bij Ueffeln, Sprockhoff-Nr. 897.
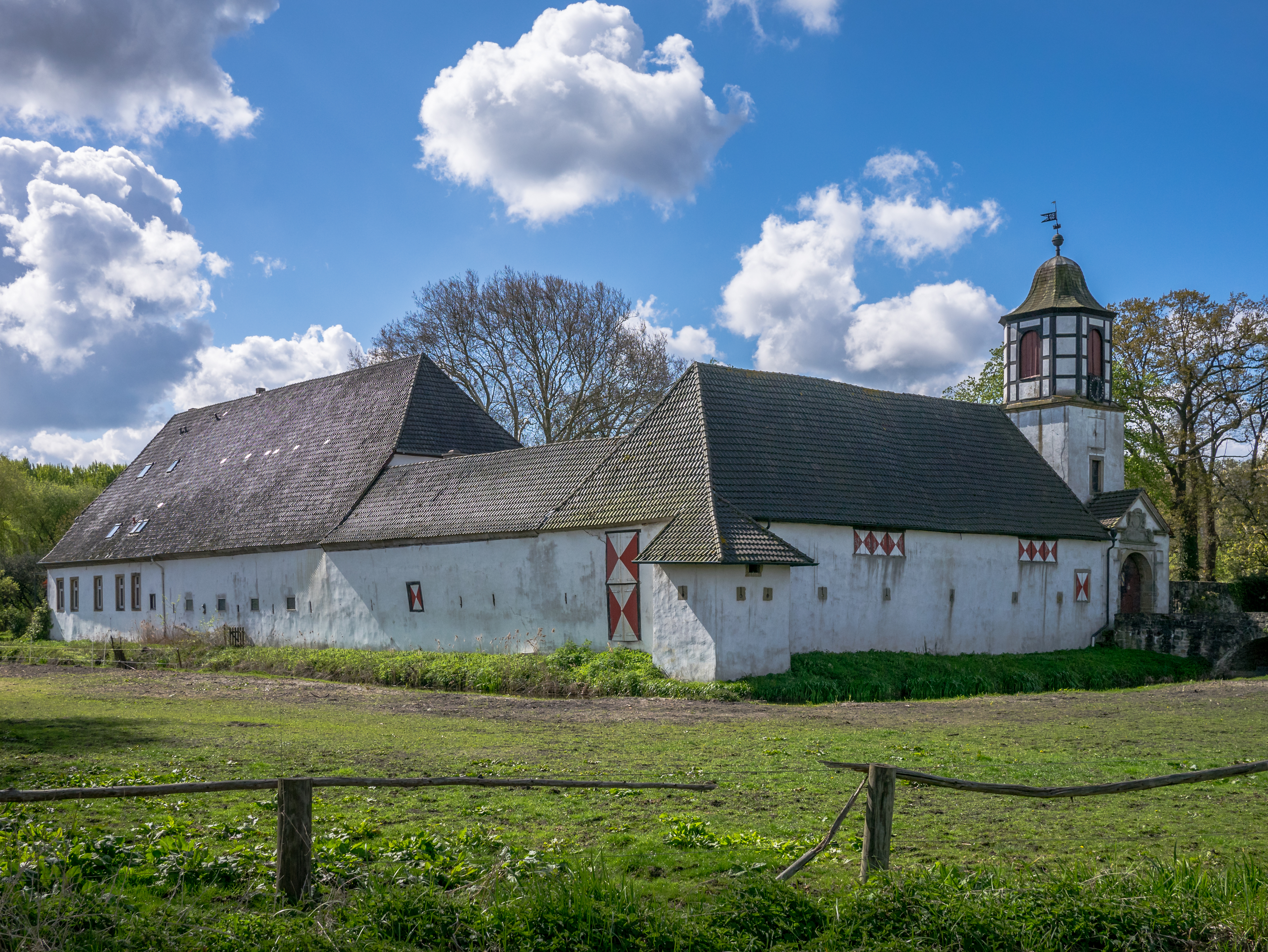
Kasteel Alt-Barenaue, Kalkriese
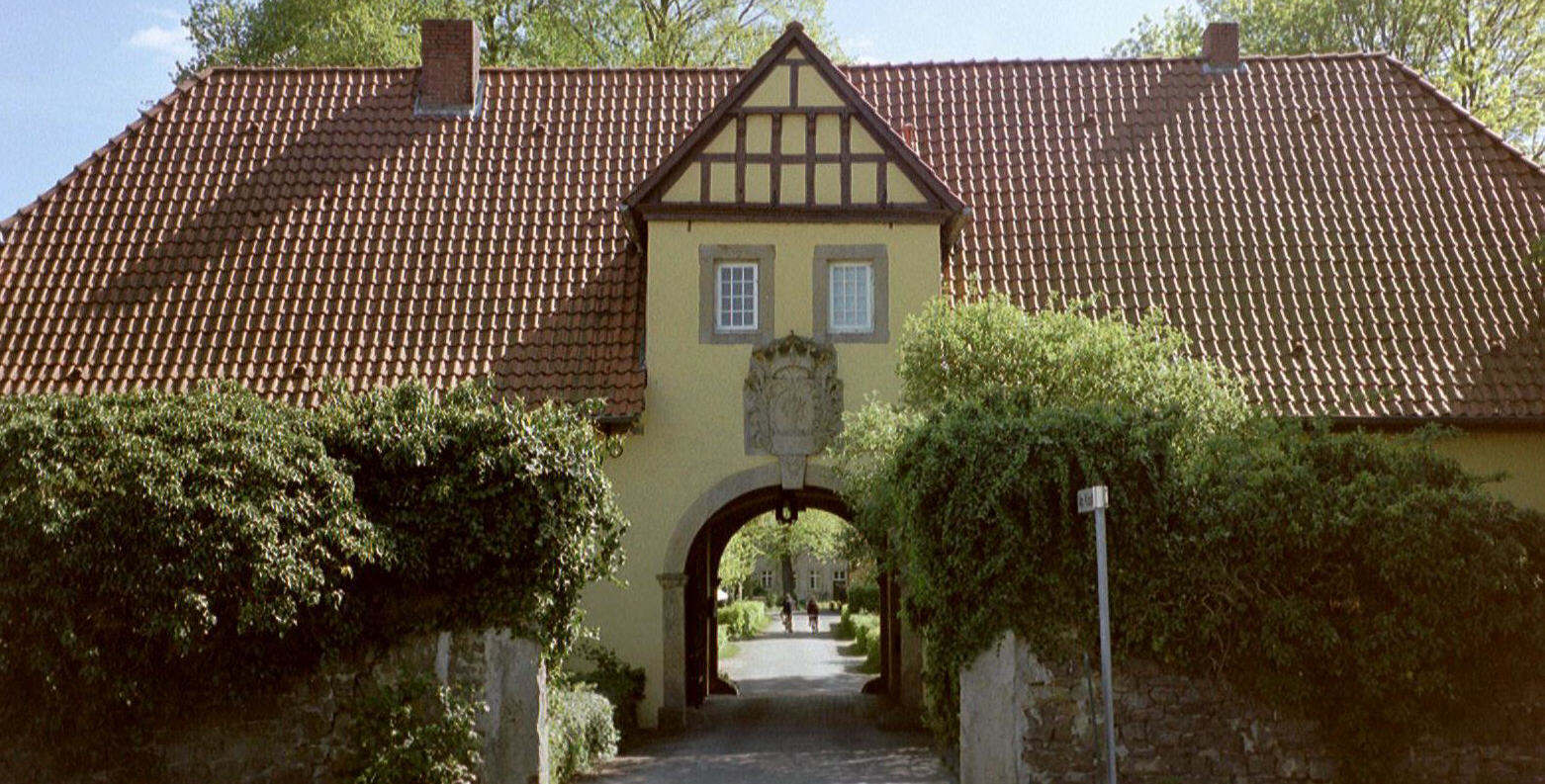
Het voormalige benedictijnerklooster in Malgarten, poorthuis
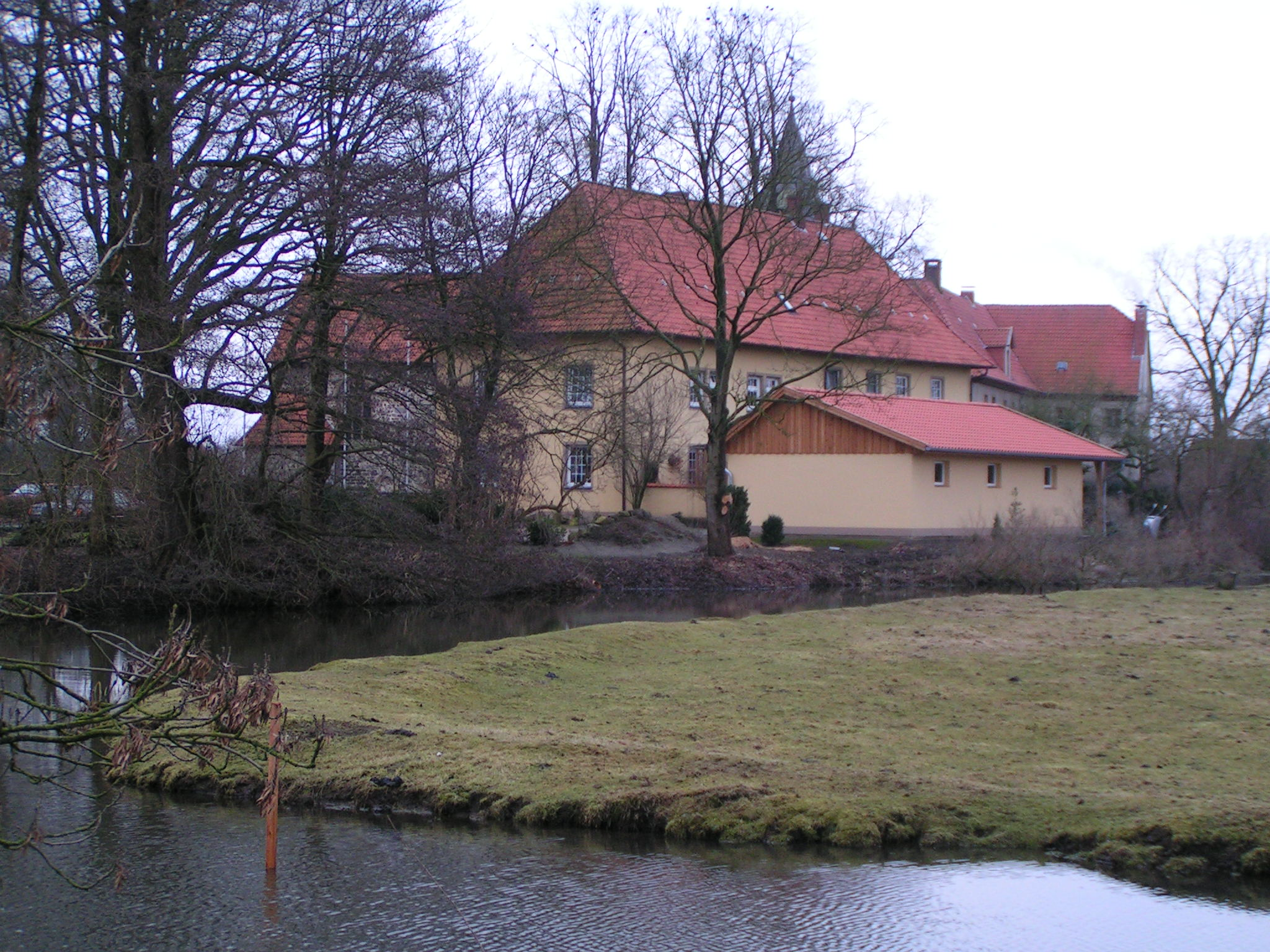
Het voormalige benedictijnerklooster in Malgarten, gezien vanaf de rivier de Hase
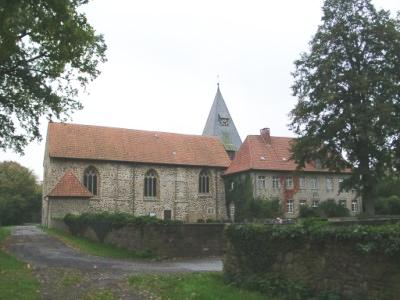
Kerk van het voormalige klooster in Malgarten (1)
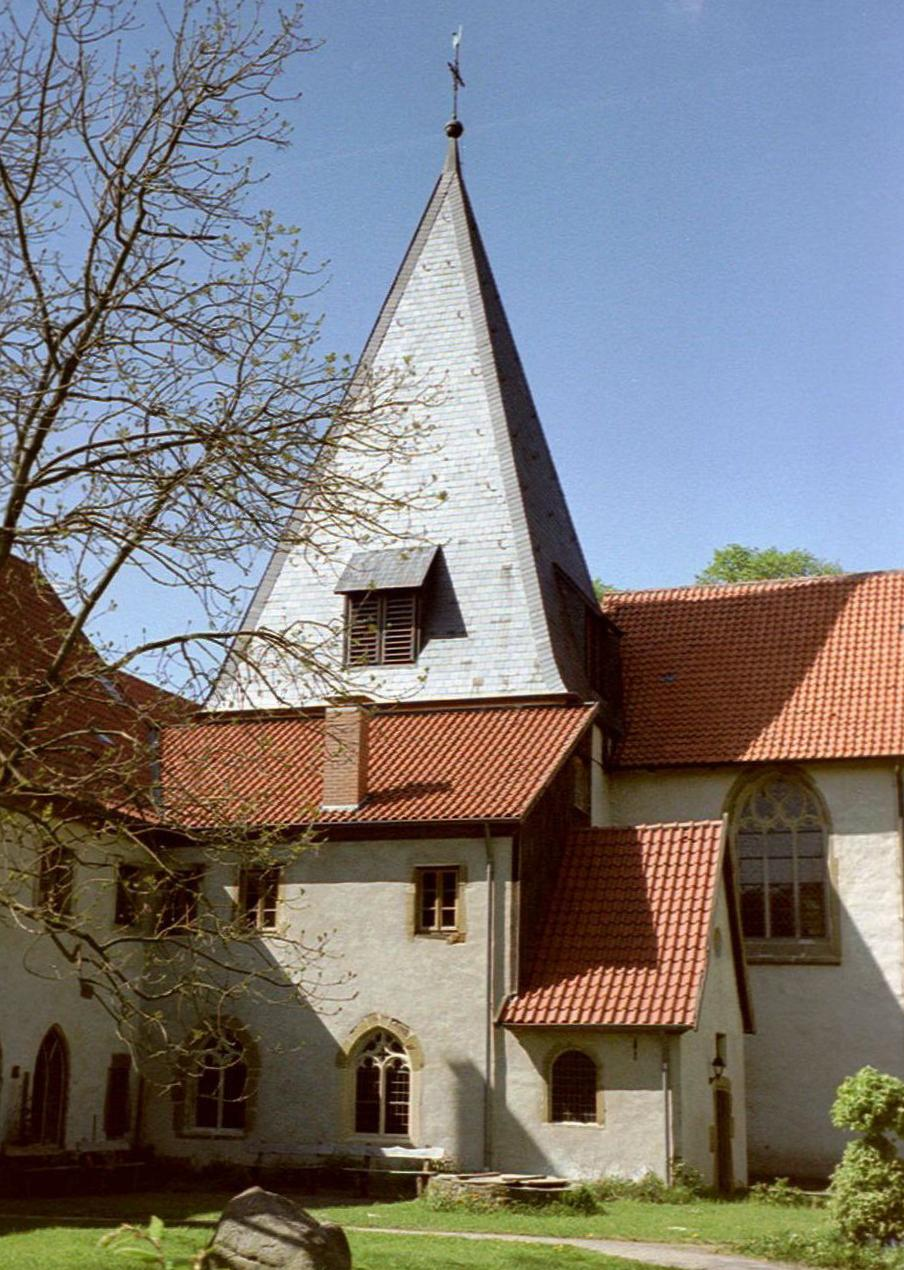
Kerk van het voormaligeklooster in Malgarten (2)
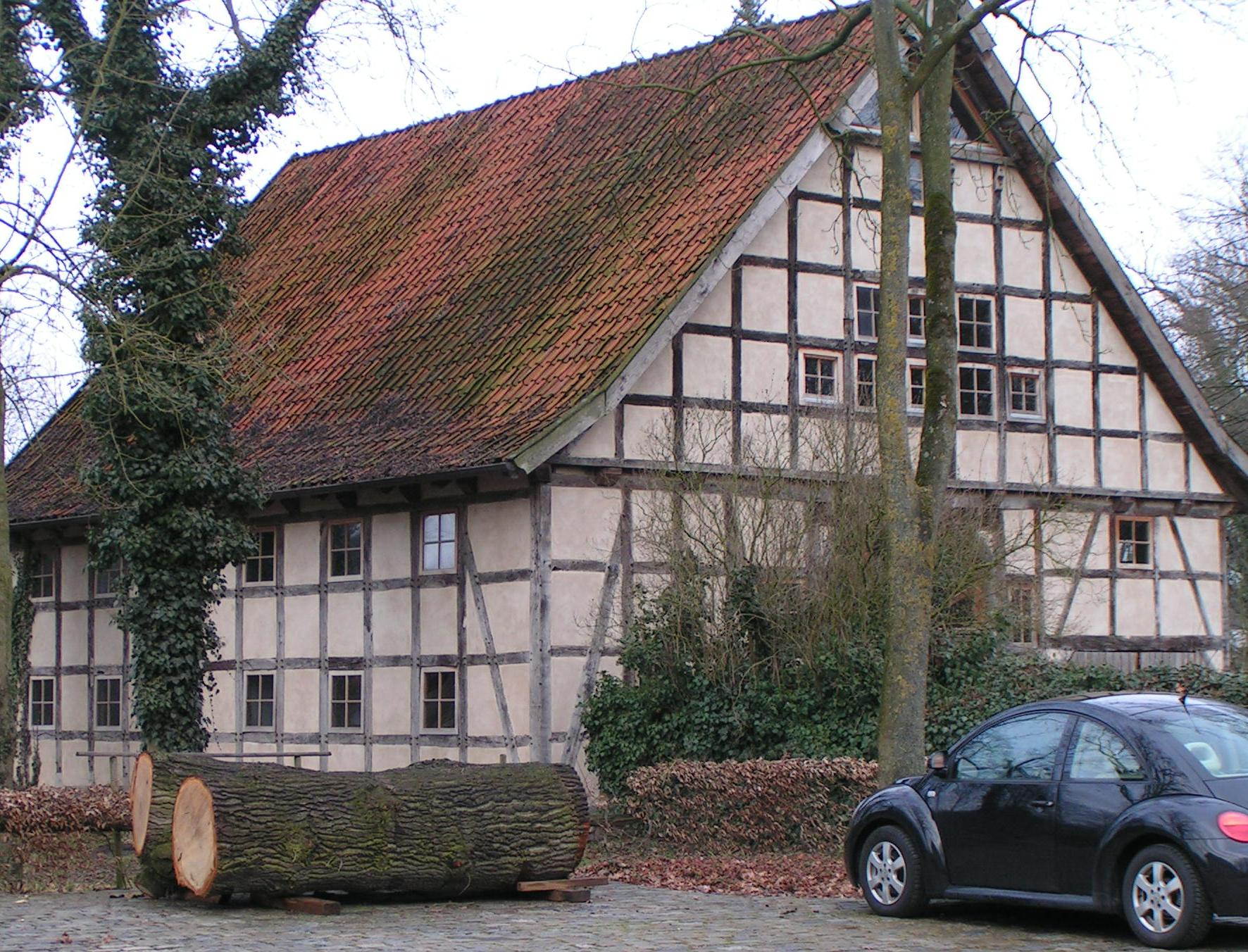
vakwerkschuur van het voormalige klooster in Malgarten, in gebruik voor culturele activiteiten
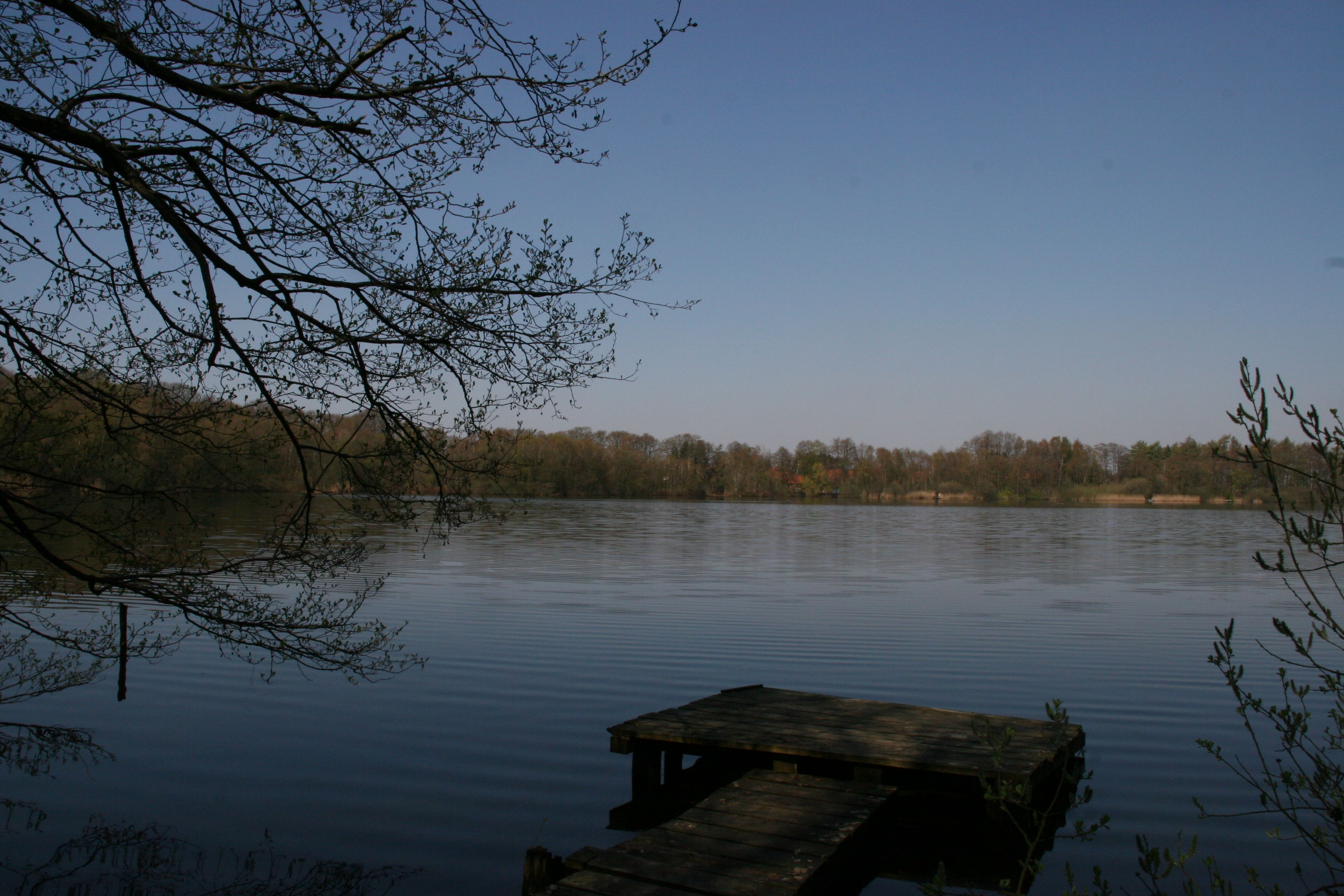
De Darnsee, een natuurlijk meertje, dat deel uitmaakt van een natuurreservaat, gelegen in Ortsteil Epe
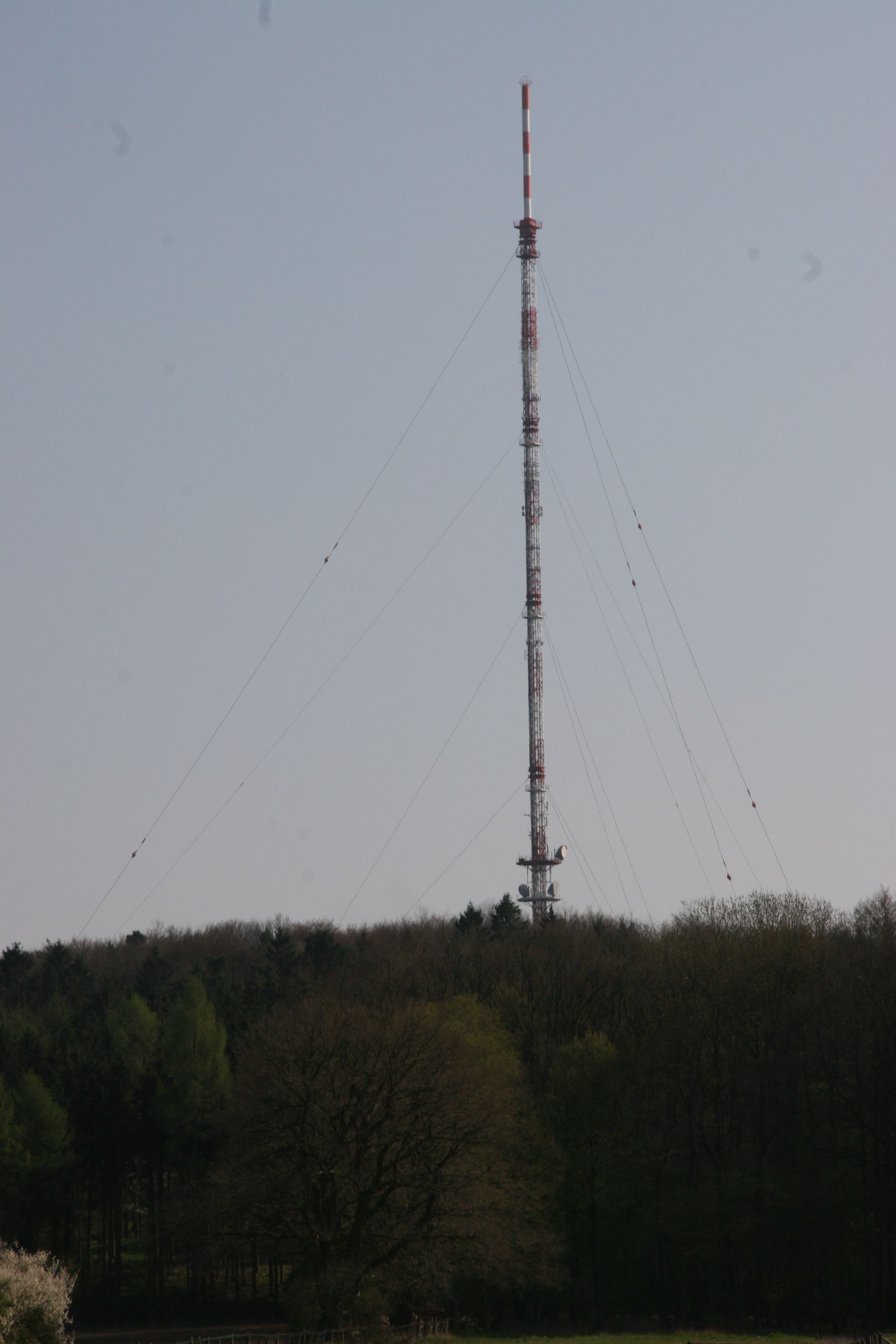
Radio- en tv-zendmast van de NDR op de heuvel Schleptruper Egge
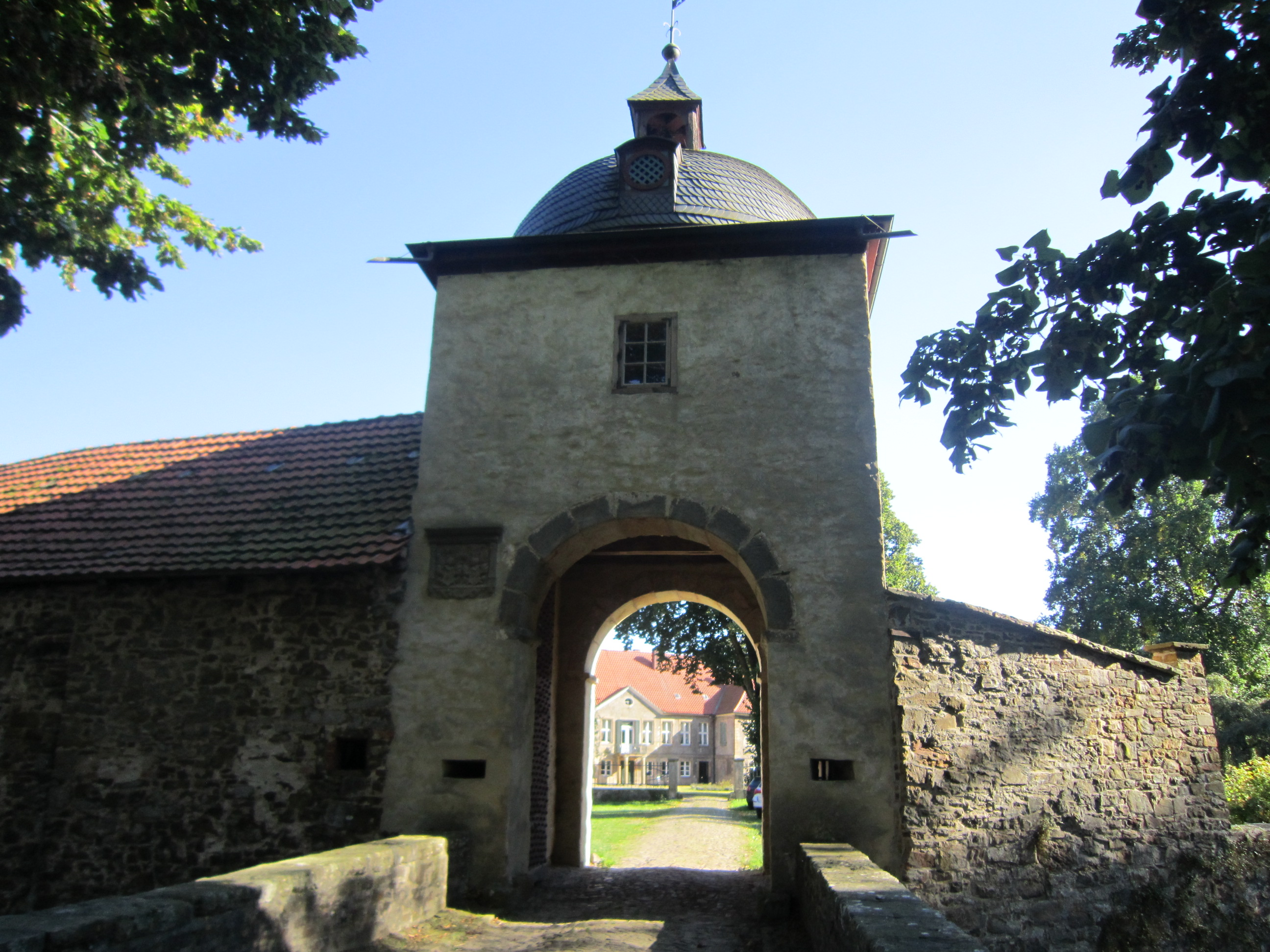
Inrit naar het  herenhuis van landgoed Sögeln
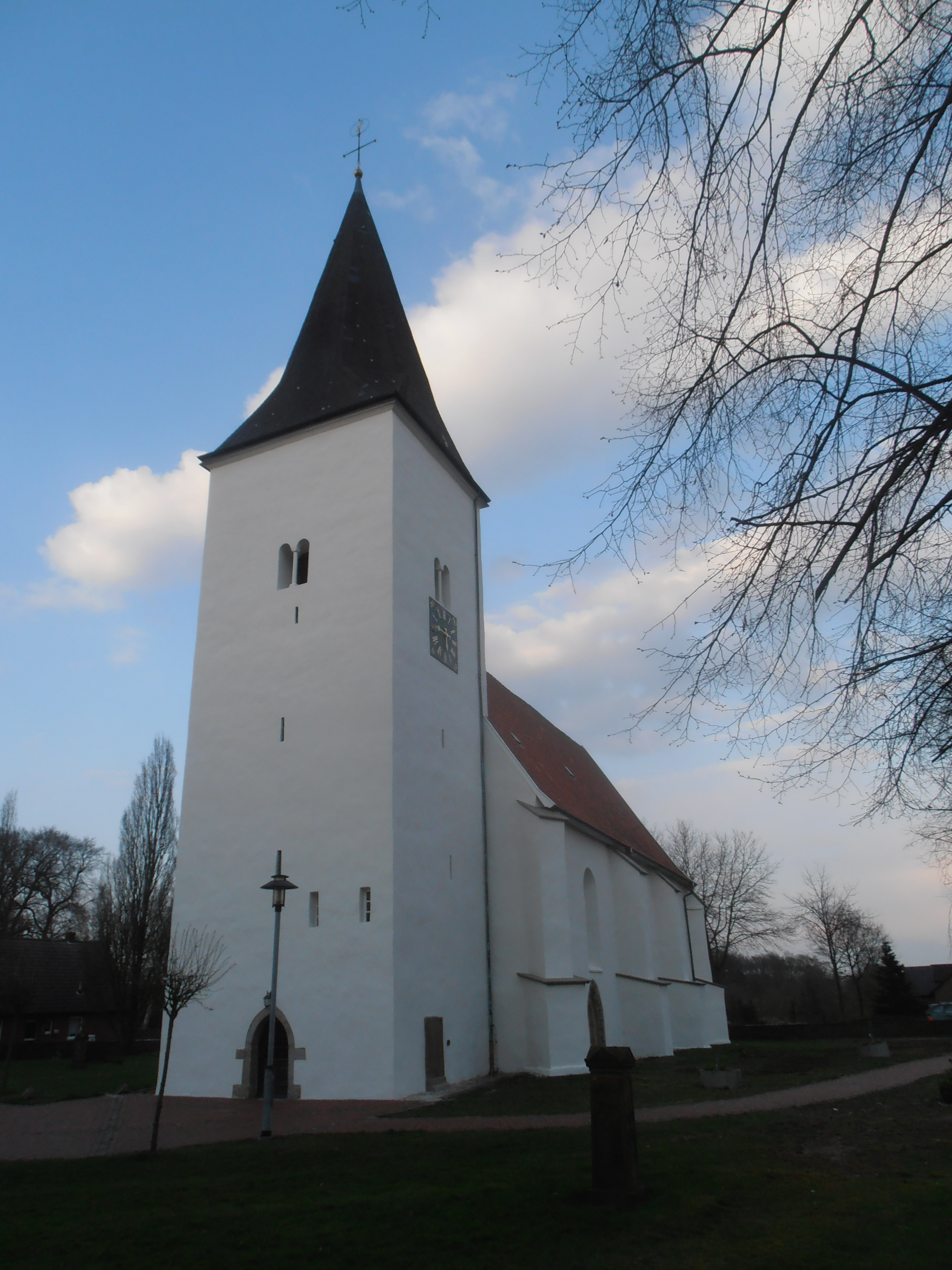
Evang.-lutherse Mariakerk (13e eeuw) te Ueffeln

## Belangrijke personen in relatie tot de gemeente

### Geboren
- Marieluise Beck (*1952 te Bramsche), politica van  Bündnis 90/Die Grünen

### Overleden
- Heinrich Beerbom (* 29 december 1892 in Großenwieden gem. Hessisch Oldendorf; † 16 mei 1980 in Bramsche) tussen 1919 en 1958, met een onderbreking vanwege een conflict met de nazi's in de periode van het Derde Rijk, burgemeester of "stadsdirecteur"[6] van Bramsche, de enige ereburger van de gemeente; vanwege zijn grote verdiensten voor de stad is er in Bramsche een plein naar hem genoemd.
- Walter Nowotny (1920-1944, met zijn vliegtuig neergeschoten en overleden nabij de Fliegerhorst van Bramsche) Oostenrijks gevechtspiloot voor de Luftwaffe

## Zusterplaatsen
- Ra'annana (Israël)

## Niet te verwarren met
Ook in de gemeente Lingen (Ems) ligt een dorp met de naam Bramsche.